# Peter Affenzeller

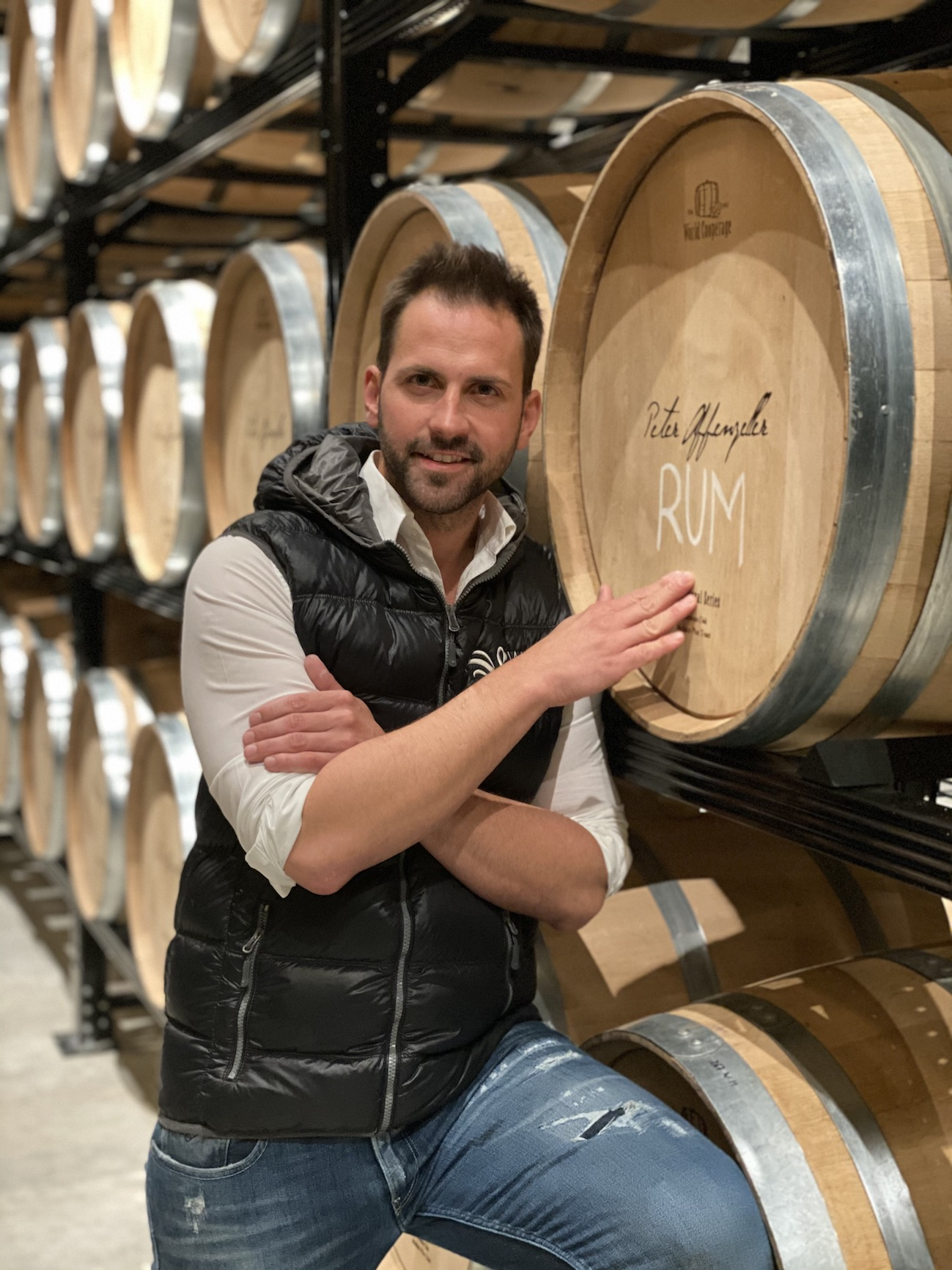
Peter Affenzeller

Peter Affenzeller ist eine österreichische Spirituosenbrennerei in Alberndorf in der Riedmark in Oberösterreich. Das Unternehmen wurde von Peter Affenzeller gegründet.

## Gründer
Peter Affenzeller (* 4. Mai 1986 in Linz) lebt und arbeitet im oberösterreichischen Mühlviertel, wo er im Handwerk der Herstellung von Spirituosen tätig ist. Aufgewachsen in Alberndorf in der Riedmark nördlich von Linz, besuchte er dort auch die Volksschule und schloss 1997 nach den Pflichtschuljahren in der Hauptschule  in Gallneukirchen seine schulische Laufbahn ab. Anschließend absolvierte eine Lehre als Elektroniker in Linz. Danach war er in verschiedenen Positionen bei der Siemens AG beschäftigt. 2007 war Peter Affenzeller „Mister Oberösterreich“. Im Jahr 2013 wurde er „Oberösterreicher des Jahres“ der Oberösterreichischen Nachrichten.

## Geschichte

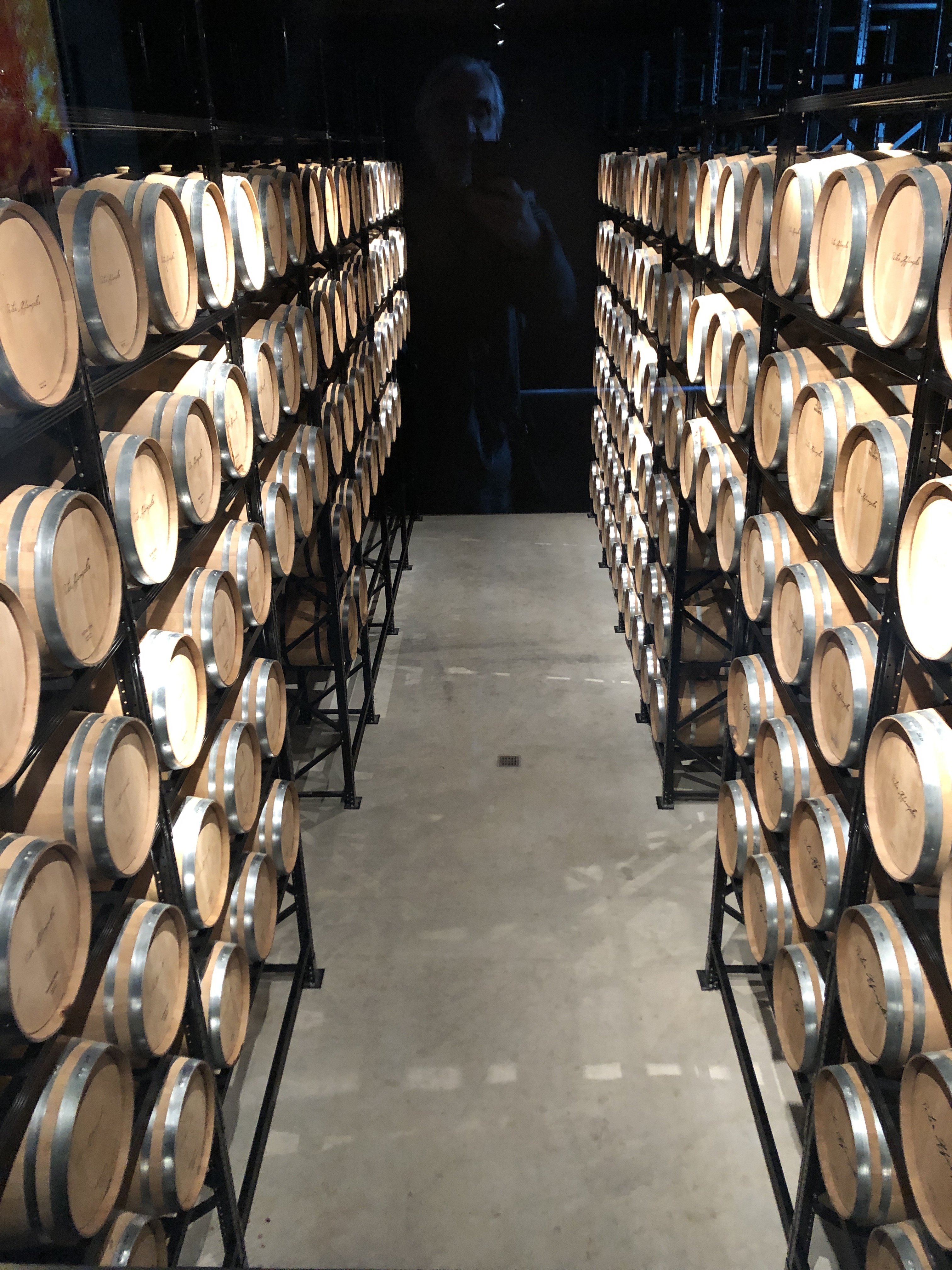
Whiskysafe der Destillerie

Die Basis für die Whiskydestillerie Peter Affenzeller war ein bereits vor der Gründung des Unternehmens historisch begründetes Getreidebrennrecht für das Elternhaus. Im Jahr 2009 brannte sie den ersten Whisky und gewann dafür auch einen Preis. Ab diesem Zeitpunkt wurde begonnen, professionell Whisky zu brennen und die Marke „Peter Affenzeller“ gegründet.
Alle Rohstoffe für die Produkte von Peter Affenzeller kommen aus eigenem bzw. regionalem Anbau, das Wasser aus einer eigenen Quelle. Das Holz für die Fässer stammt ebenfalls aus dem Mühlviertel. Als Ergänzung zu den Whiskys wurde 2014 die Produktlinie „White Swan“ eingeführt. Unter dieser Marke wird Gin und Wodka produziert. Seit 2020 ist unter der Marke „RuMonkey“ auch ein Rum aus karibischem Zuckerrohr im Sortiment der Destillerie. Die Destillerie gilt als die erste Whiskydestillerie weltweit, die CO2-neutral produziert.
Mit mehr als 25.000 Besuchern jährlich ist die Destillerie auch ein touristischer Anziehungspunkt in der Region Mühlviertel und in Oberösterreich. Es existieren eine Café Lounge und der 2020 in Betrieb genommene „Whiskysafe“, ein multimediales Schau- und Fasslager. Rund um die Destillerie entstand ein Whiskywanderweg.

## Produkte
Die Produktpalette der Brennerei umfasst unter anderen fünf Whiskysorten, zwei Sorten Gin, Wodka und Nebenprodukte wie Whisky-Schokolade oder Whisky-Marmelade. Das Unternehmen produziert rund 25.000 Liter Alkohol im Jahr.

## Preise und Auszeichnungen
In den Jahren 2013 und 2014 gewannen Peter Affenzellers Produkte die ersten Gold-Medaillen. Die Whiskys der Brennerei errangen wiederholt den 1. Platz und weitere Prämierungen bei internationalen Wettbewerben. Zuletzt wurden sie bei der Destillata mit sieben Goldmedaillen ausgezeichnet und in zwei Kategorien zum Whisky des Jahres gekürt. Sechs weitere Medaillen errang Peter Affenzeller bei der International Wine and Spirit Competition (IWSC). Weitere Auszeichnungen sind der 2. Preis beim Oberösterreichischen Handwerkspreis 2017 und der Regionalitätspreis für „Junge Ideen“ 2013.